# Rosso mattone
Rosso mattone è una tonalità di rosso che assomiglia al colore dei mattoni. Si tratta di un rosso leggermente scuro, spesso impiegato nell'edilizia.
Il nome trae origine dal tradizionale colore dei mattoni che assumono, seppure in centinaia di tonalità differenti a seconda dei metodi di lavorazione e del materiale con cui vengono prodotti, una colorazione rosso-arancione tipica dell'argilla cotta. Il colore tipico si ottiene cuocendo l'argilla in appositi forni a temperature prossime ai 1000 °C in atmosfera ossidante.